# Álvaro Soler
Álvaro Tauchert Soler (ur. 9 stycznia 1991 w Barcelonie) – hiszpańsko-niemiecki piosenkarz i autor tekstów.

## Życiorys

### Wczesne lata
Urodził się w Barcelonie, jest synem Martina Taucherta (Niemca, urodzonego w Indonezji) i Leticii Soler De Bièvre (pół-Hiszpanki, pół-Belgijki). Posiada brata - Gregorego Taucherta Solera (znanego jako Grega Taro), który również jest piosenkarzem. W wieku 10 lat przeprowadził się z rodzicami i bratem do Japonii, gdzie mieszkał przez siedem kolejnych lat. Na emigracji uczęszczał na zajęcia z gry na fortepianie.
W latach 2009–2013 studiował inżynierię wzornictwa przemysłowego w Barcelońskiej Szkole Inżynierii i Sztuki „Elisava”. Biegle mówi w językach: hiszpańskim, niemieckim i angielskim, zna także francuski, japoński i włoski.

### Kariera
W 2010 razem z bratem Gregorym i Ramonem Corbinosem utworzył zespół muzyczny Escapist, grający muzykę w stylu indie pop i muzyki elektronicznej. Pierwszy wspólny koncert zagrali w barcelońskim Dublin Sports Tavern. W maju 2011 wygrali uniwersytecki konkurs muzyczny zorganizowany przez Uniwersytet Pompeu Fabry, a w grudniu zmienili nazwę grupy na Urban Lights. W 2013 wzięli udział w przesłuchaniach do konkursu ¡Tú sí que vales! i zakwalifikowali się do finału. W tym samym czasie Soler pracował także w agencji modeli w Barcelonie. W 2014 opuścił zespół i rozpoczął karierę solową.

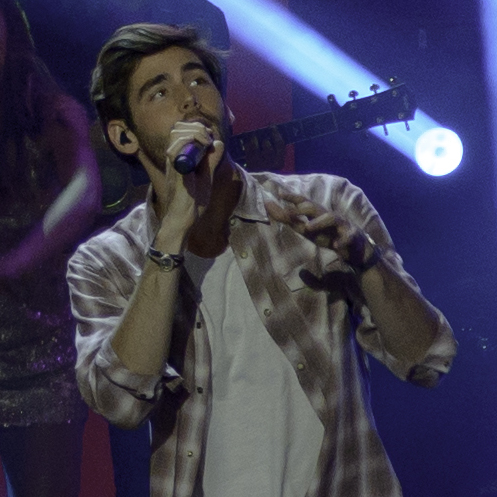
Álvaro Soler, 2016

W kwietniu 2015 wydał pierwszy solowy singel „El mismo sol”, który napisał we współpracy z Alim Zuckowskim i Simonem Triebelem. Dotarł z nim do pierwszego miejsca listy przebojów we Włoszech, gdzie uzyskał status podwójnej platynowej płyty. Z piosenką trafił także na szczyt notowania w Szwajcarii oraz do pierwszej dwudziestki zestawień m.in. w Hiszpanii, Austrii, Belgii i Holandii, a także na pierwsze miejsce listy utworów najczęściej granych w radiu w Polsce.
26 czerwca 2015 wydał debiutancki album studyjny pt. Eterno agosto. W sierpniu zaprezentował dwujęzyczną wersję utworu „El mismo sol”, w którym gościnnie wystąpiła Jennifer Lopez. Pod koniec miesiąca wydał drugi singel z płyty, „Agosto”. W 2016 wydał reedycję płyty, wzbogaconą o trzy nowe piosenki: „Animal”, „Libre” i „Sofia”, będący zarazem trzecim singlem z płyty. Z „Sofią” dotarł na szczyt notowań w Polsce, Włoszech i Szwajcarii. Utwór „Libre” nagrał w trzech wersjach językowych z udziałem różnych wokalistek: Moniki Lewczuk z Polski, Paty Cantú z Meksyku oraz Emmy Marrone z Włoch.
7 września 2018 wydał drugi solowy album studyjny pt. Mar de colores, który promował singlami: „La cintura” i „Ella”. 31 grudnia wystąpił podczas koncertu sylwestrowego zorganizowanego przez Telewizję Polską w Zakopanem.
W 2021 został jednym z trenerów dziewiątej edycji niemieckiej wersji The Voice Kids.

## Dyskografia

### Albumy studyjne
| Rok                                                     | Dane dot. albumu | Najwyższe pozycje na listach | Najwyższe pozycje na listach | Najwyższe pozycje na listach | Najwyższe pozycje na listach | Najwyższe pozycje na listach | Najwyższe pozycje na listach | Najwyższe pozycje na listach | Najwyższe pozycje na listach | Certyfikat                                                                                              |
| Rok                                                     | Dane dot. albumu | ESP                          | AUT                          | BEL (Fla)                    | FRA                          | GER                          | ITA                          | POL                          | SWI                          | Certyfikat                                                                                              |
| ------------------------------------------------------- | --- | ---------------------------- | ---------------------------- | ---------------------------- | ---------------------------- | ---------------------------- | ---------------------------- | ---------------------------- | ---------------------------- | --- |
| 2015                                                    | Eterno agosto - Wydany: 26 czerwca 2015 - Wytwórnia: Universal Music, Airforce 1 Records - Format: CD, digital download, streaming  | 25                           | 6                            | 68                           | 79                           | 5                            | 1                            | 1                            | 1                            | - AUT: złota płyta - GER: złota płyta - ITA: platynowa płyta - POL: diamentowa płyta - SWI: złota płyta |
| 2018                                                    | Mar de colores - Wydany: 7 września 2018 - Wytwórnia: Universal Music, Airforce 1 Records - Format: CD, digital download, streaming | 9                            | 8                            | 26                           | –                            | 8                            | 10                           | 2                            | 4                            | - AUT: złota płyta - POL: platynowa płyta                                                               |
| 2021                                                    | Magia - Wydany: 9 lipca 2021 - Wytwórnia: Universal Music, Airforce 1 Records - Format: CD, digital download, streaming             | 29                           | 4                            | 67                           | –                            | 3                            | 32                           | 12                           | 2                            | |
| „–” oznacza, że album nie był notowany na danej liście. | |                              |                              |                              |                              |                              |                              |                              |                              | |

### Albumy kompilacyjne
| Rok  | Dane dot. albumu |
| ---- | --- |
| 2022 | The Best of 2015–2022 - Wydany: 26 sierpnia 2022 - Wytwórnia: Universal Music, Airforce 1 Records - Format: CD, digital download, streaming |

### Minialbumy
| Rok  | Dane dot. albumu |
| ---- | --- |
| 2021 | Summer Vibes 2021 - Wydany: 11 czerwca 2021 - Wytwórnia: Universal Music - Format: digital download, streaming                   |
| 2022 | Barcelona Session - Wydany: 22 lipca 2022 - Wytwórnia: Universal Music, Airforce 1 Records - Format: digital download, streaming |

### Single
| Rok                                                      | Tytuł                                                              | Najwyższe pozycje na listach | Najwyższe pozycje na listach | Najwyższe pozycje na listach | Najwyższe pozycje na listach | Najwyższe pozycje na listach | Najwyższe pozycje na listach | Najwyższe pozycje na listach | Najwyższe pozycje na listach | Najwyższe pozycje na listach | Najwyższe pozycje na listach | Certyfikat | Album                                  |
| Rok                                                      | Tytuł                                                              | ESP                          | AUT                          | BEL (Fla)                    | BEL (Wal)                    | FRA                          | GER                          | ITA                          | NLD                          | POL                          | SWI                          | Certyfikat | Album                                  |
| -------------------------------------------------------- | ------------------------------------------------------------------ | ---------------------------- | ---------------------------- | ---------------------------- | ---------------------------- | ---------------------------- | ---------------------------- | ---------------------------- | ---------------------------- | ---------------------------- | ---------------------------- | --- | -------------------------------------- |
| 2015                                                     | „El mismo sol”                                                     | 3                            | 6                            | 8                            | 9                            | 31                           | 20                           | 1                            | 16                           | 1                            | 1                            | - ESP: 2× platynowa płyta - AUT: złota płyta - BEL: złota płyta - GER: złota płyta - ITA: 6× platynowa płyta - NLD: złota płyta - POL: 3× platynowa płyta - SWI: platynowa płyta                                  | Eterno agosto                          |
| 2015                                                     | „Agosto”                                                           | –                            | –                            | –                            | –                            | –                            | –                            | –                            | –                            | 1                            | –                            | - POL: platynowa płyta | Eterno agosto                          |
| 2016                                                     | „Sofia”                                                            | 3                            | 3                            | 1                            | 16                           | 9                            | 23                           | 1                            | 11                           | 1                            | 1                            | - ESP: 2× platynowa płyta - AUT: platynowa płyta - BEL: platynowa płyta - FRA: złota płyta - GER: platynowa płyta - ITA: 8× platynowa płyta - NLD: platynowa płyta - POL: diamentowa płyta - SWI: platynowa płyta | Eterno agosto                          |
| 2016                                                     | „Libre” (gościnnie: Monika Lewczuk lub Emma Marrone – dwie wersje) | –                            | –                            | –                            | –                            | –                            | –                            | 26                           | –                            | 1                            | –                            | - ITA: platynowa płyta - POL: platynowa płyta | Eterno agosto                          |
| 2017                                                     | „Animal”                                                           | –                            | –                            | –                            | –                            | –                            | –                            | –                            | –                            | 7                            | –                            | | Eterno agosto                          |
| 2017                                                     | „Yo contigo, tú conmigo (The Gong Gong Song)” (oraz Morat)         | 18                           | –                            | –                            | –                            | –                            | –                            | 29                           | –                            | 15                           | –                            | - ESP: platynowa płyta - ITA: platynowa płyta | Mar de colores                         |
| 2018                                                     | „La cintura”                                                       | 3                            | 4                            | 3                            | 3                            | 82                           | 7                            | 2                            | 22                           | 3                            | 4                            | - AUT: platynowa płyta - BEL: złota płyta - DEN: złota płyta - ESP: 3× platynowa płyta - FRA: złota płyta - GER: złota płyta - ITA: 3× platynowa płyta - POL: 2× platynowa płyta                                  | Mar de colores                         |
| 2018                                                     | „Lo mismo” (oraz Maître Gims)                                      | –                            | –                            | –                            | –                            | –                            | –                            | –                            | –                            | –                            | –                            | | Mar de colores                         |
| 2018                                                     | „Ella”                                                             | –                            | –                            | –                            | –                            | –                            | –                            | –                            | –                            | 32                           | –                            | | Mar de colores                         |
| 2019                                                     | „Arte”                                                             | –                            | –                            | –                            | –                            | –                            | –                            | –                            | –                            | –                            | –                            | | No manches Frida 2 (ścieżka dźwiękowa) |
| 2019                                                     | „Loca”                                                             | –                            | –                            | 21                           | –                            | –                            | –                            | –                            | 57                           | 12                           | 95                           | - NLD: złota płyta - POL: złota płyta | Mar de colores (versión extendida)     |
| 2019                                                     | „La Libertad”                                                      | –                            | 51                           | 28                           | 28                           | –                            | 62                           | 67                           | –                            | 18                           | 65                           | - ITA: złota płyta - POL: złota płyta | Mar de colores (versión extendida)     |
| 2019                                                     | „Sobrenatural” (oraz Juan Magán i Marielle)                        | 92                           | –                            | –                            | –                            | –                            | –                            | –                            | –                            | –                            | –                            | | –                                      |
| 2020                                                     | „Barrer a Casa” (oraz Sofia Ellar)                                 | –                            | –                            | –                            | –                            | –                            | –                            | –                            | –                            | –                            | –                            | | –                                      |
| 2021                                                     | „Magia”                                                            | 100                          | 21                           | 18                           | 12                           | –                            | 28                           | 57                           | –                            | 13                           | 29                           | - ITA: złota płyta | Magia                                  |
| 2021                                                     | „Mañana” (oraz Cali y El Dandee)                                   | –                            | –                            | –                            | –                            | –                            | 98                           | 76                           | –                            | 43                           | 53                           | | Magia                                  |
| 2021                                                     | „Manila” (oraz Ray Dalton)                                         | –                            | 15                           | –                            | –                            | –                            | 23                           | –                            | –                            | 37                           | 19                           | | –                                      |
| 2022                                                     | „A contracorriente” (oraz David Bisbal)                            | 43                           | –                            | –                            | –                            | –                            | –                            | –                            | –                            | –                            | –                            | | –                                      |
| 2022                                                     | „Solo para ti” (oraz Topic)                                        | –                            | –                            | 31                           | –                            | –                            | –                            | –                            | –                            | –                            | –                            | | –                                      |
| „–” oznacza, że singel nie był notowany na danej liście. |                                                                    |                              |                              |                              |                              |                              |                              |                              |                              |                              |                              | |                                        |